# Вирцава
Ви́рцава (латыш. Vircava) — населённый пункт в Елгавском крае Латвии. Административный центр Вирцавской волости. Находится на реке Вирцава. Расстояние до города Елгава составляет около 13 км.
По данным на 2015 год, в населённом пункте проживало 312 человек. Есть волостная администрация, средняя школа, дом культуры, библиотека, врачебная практика, почтовое отделение, магазины. Поместье Вирцава (замок последнего курляндского герцога Петра) является памятником архитектуры.

## История
Село находится на территории бывшего поместья Вирцава (Вирцау).
В советское время населённый пункт был центром Вирцавского сельсовета Елгавского района. В селе располагалась центральная усадьба колхоза «Комунисма цельш».